# Florián Beneš
Florián Beneš (1. května 1884 Blažovice – 15. února 1942 Auschwitz) byl český ředitel Státního reálného gymnázia v Hranicích, protinacistický odbojář a oběť nacismu.

## Život
Florián Beneš se narodil 1. května 1884 v Blažovicích na Brněnsku v rodině zemědělce Jana Beneše a Anny, rozené Koudelkové. Střední školu vystudoval ve Vysokém Mýtě, následně chemii, matematiku a fyziku na Univerzitě Karlově v Praze. Působit jako středoškolský pedagog začal na pražském Žižkově a poté na reálném gymnáziu v Novém Mestě nad Váhom. V roce 1916 se v Praze oženil s Marií Vránovou. V roce 1923 byl jmenován ředitelem reálného gymnázia v Dolném Kubíně, kde působil do roku 1934, kdy se stal ředitelem Státního reálného gymnázia v Hranicích. Byl členem Sokola.

### Protinacistický odboj
Po německé okupaci byl v roce 1939 společně s Vladimírem Rudolfem vyšetřován, že z českého gymnázia v Novém Jičíně, který byl na území Sudet, evakuoval před Němci fyzikální sbírky. Po několikrát se mu podařilo uchránit studenty gymnázia před zásahem gestapa, když se na půdě školy objevily protinacistické letáky. V budově gymnázia byla ukryta i část knihovny bývalé hranické Vojenské akademie. V roce 1941 byl zvolen místostarostou Sokola, kterému byla v dubnu téhož roku zastavena německými orgány činnost. Dne 26. října 1941 byl zatčen Gestapem, vězněn a vyslýchán byl krátce v Hranicích a poté v Brně. V lednu 1942 byl odtransportován do koncentračního tábora Auschwitz, kde 15. února téhož roku za nevyjasněných okolností zahynul.